# Wayne Dyer

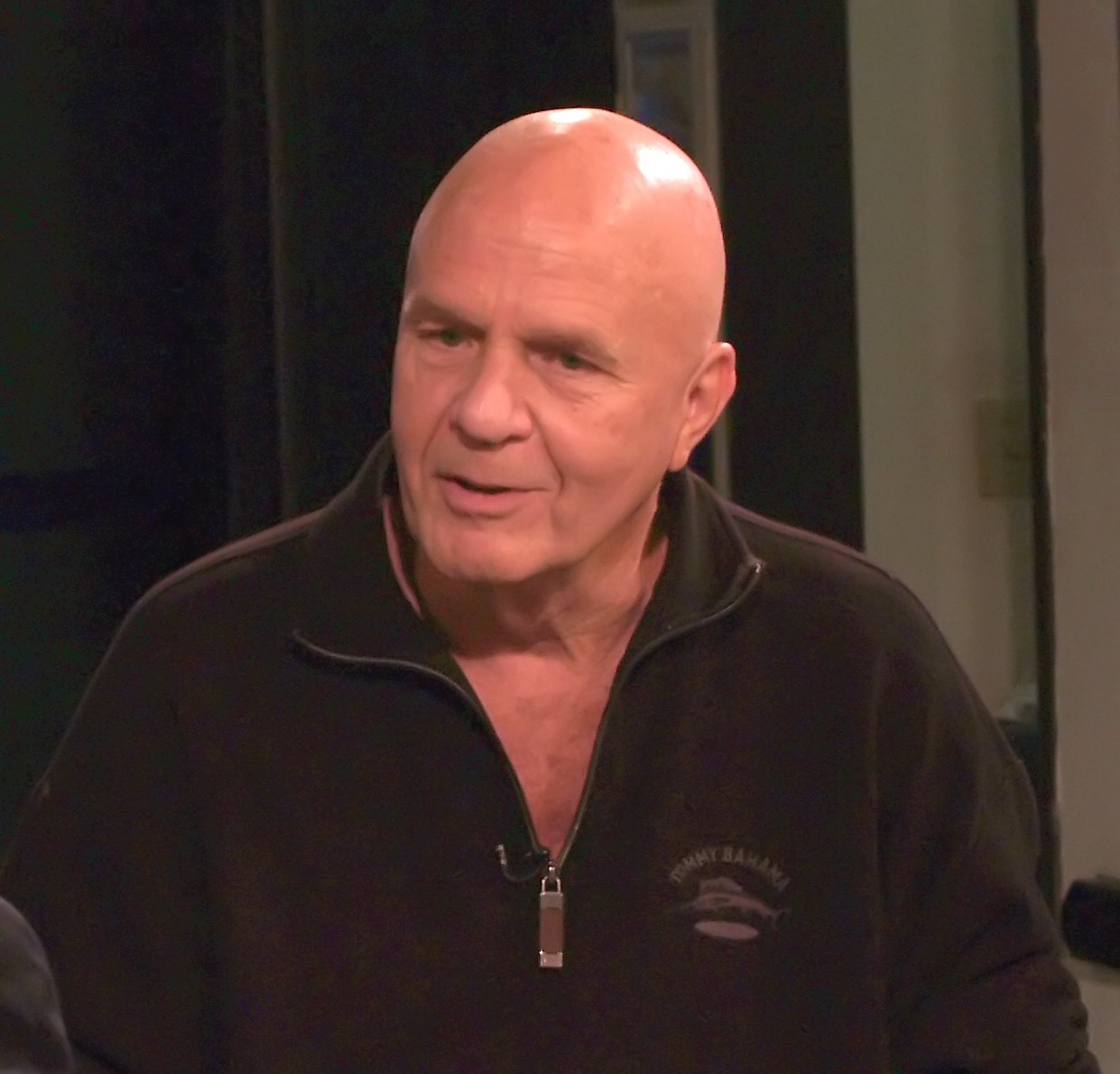
Dyer (2009)

Wayne W. Dyer (* 10. Mai 1940 in Detroit, Michigan; † 29. August 2015 in Maui County, Hawaii) war ein US-amerikanischer Psychologe, Autor und Redner zu Fragen der Selbstfindung und Selbstverwirklichung (englisch Self-Development).
Dyer veröffentlichte über 30 Bücher, hielt Vorträge und sprach in Radio- und Fernsehshows über seine Einsichten. Im deutschsprachigen Raum ist er vor allem durch das Selbsthilfe-Buch Der wunde Punkt. Die Kunst nicht unglücklich zu sein. Zwölf Schritte zur Überwindung unserer seelischen Problemzonen bekannt geworden.

## Leben
Wayne W. Dyers Eltern waren Melvin Lyle und Hazel Irene Dyer. Er wuchs in Detroit auf und schloss 1958 an der Denby High School ab.
Nach den universitären Abschlüssen eröffnete er eine Psychotherapiepraxis und veröffentlichte in Fachjournalen Artikel.
Nachdem er von einem Verlagsagenten angesprochen wurde, veröffentlichte Dyer 1976 Your Erroneous Zones (Der wunde Punkt). Es ist ein Selbsthilfebuch, das die eigenen Stärken und Schwächen thematisiert. Das Buch wurde zum Bestseller. Mit 30 bis 35 Millionen verkauften Exemplaren gehört es zu den erfolgreichsten Büchern nach gedruckten Exemplaren.
Dyer vertrat die Ansicht, dass viele neurotische Probleme durch eigene Hemmungen zustande kommen. Er plädierte deshalb dafür, seelische Problemzonen aus freier Entscheidung und eigener Kraft zu überwinden. Anschaulich zeigte er die Ursache und Unnötigkeit von Ängsten und Selbstzweifeln auf und forderte dazu auf, das eigene Handeln von gesellschaftlichen, familiären und religiösen Konventionen frei zu machen. Entscheidend sei hierbei, dass der Erfolg oder Misserfolg des eigenen Handelns nicht mit dem persönlichen Selbstwert verknüpft werde.
Dyers Philosophie bezog Religionen als spirituelle Quellen indirekt ein. „Ich bin davon überzeugt, dass die Wahrheit eine Wahrheit bleibt, bis man sie kategorisiert hat und sie dann zur Lüge wird. Ich glaube nicht, dass Jesus den christlichen Glauben gelehrt hat, Jesus lehrte Güte, Liebe, Mitgefühl und Frieden. Was ich den Leuten sage, ist, seid nicht Christen, tut es Jesus nach. Seid nicht Buddhisten, tut es Buddha nach.“
Dyer lebte in Maui, Hawaii. Sieben seiner acht Kinder lebten zuletzt mit ihm und seiner dritten Ehefrau Marcelene zusammen. 2009 gab Dyer bekannt, an Leukämie erkrankt zu sein. Er starb am 29. August 2015 im Alter von 75 Jahren an den Folgen eines Herzinfarkts.

## Werke (Auswahl)
- Der wunde Punkt: Die Kunst nicht unglücklich zu sein. Zwölf Schritte zur Überwindung unserer seelischen Problemzonen, Rowohlt Taschenbuch Verlag, Reinbek bei Hamburg, 1977, ISBN 3-499-17384-0
- Im Einklang sein: Neun Wege zu innerer Ausgeglichenheit, München: Knaur-Taschenbuch, 2009
- Ich schwebe durchs Leben, Gronau: Palaysia, 2008
- Ändere deine Gedanken und dein Leben ändert sich, München: Goldmann, 2008
- Wirkliche Wunder, Hamburg: Rowohlt, 1995, ISBN 3-499-19937-8
- Shift, Das Geheimnis der Inspiration, 2009 (Film, Originaltitel The Shift (Ambition to Meaning))
- Tao Te King, Darmstadt: Sprachlichter Verlag, 2020
- Jetzt sehe ich, Darmstadt: Sprachlichter Verlag, 2020
- Du bist, was Du denkst, Darmstadt: Sprachlichter Verlag, 2020